# Cavibelonia
Cavibelonia — ряд безпанцирних молюсків. Вважається поліфілічною групою.

## Опис
Морські червоподібні молюски. Живуть на мулистому або піщаному дні.

## Родини
- Acanthomeniidae
- Amphimeniidae
- Drepanomeniidae
- Epimeniidae
- Notomeniidae
- Proneomeniidae
- Pruvotinidae
- Rhipidoherpiidae
- Rhopalomeniidae
- Simrothiellidae
- Strophomeniidae
- Syngenoherpiidae